# Bradley (Carolina do Sul)
Bradley é uma Região censo-designada localizada no estado norte-americano de Carolina do Sul, no Condado de Greenwood.

## Demografia
Segundo o censo norte-americano de 2000, a sua população era de 171 habitantes.

## Geografia
De acordo com o United States Census Bureau tem uma área de 
20,3 km², dos quais 20,3 km² cobertos por terra e 0,0 km² cobertos por água. Bradley localiza-se a aproximadamente 192 m acima do nível do mar.

## Localidades na vizinhança
O diagrama seguinte representa as localidades num raio de 20 km ao redor de Bradley. 